# Герцогство Лауэнбург (район)
Герцогство Лауэнбург (нем. Herzogtum Lauenburg) — район в Германии. Центр района — город Ратцебург. Район входит в землю Шлезвиг-Гольштейн. Занимает площадь 1263 км². Население — 185 916 чел. Плотность населения — 147 человек/км².
Официальный код района — 01 0 53.
Район подразделяется на 132 общины.

## Города и общины
1. Гестахт (29 404)
2. Лауэнбург (11 692)
3. Мёльн (18 496)
4. Ратцебург (13 708)
5. Шварценбек (14 865)
6. Венторф-Хамбург (11 433)

### Управления

#### Управление Аумюле-Вольторф
1. Аумюле (3088)
2. Вольторф (2264)

#### УправлениеБеркентин
1. Белендорф (393)
2. Беркентин (2027)
3. Блисторф (693)
4. Дюхельсдорф (159)
5. Гёльдениц (229)
6. Касторф (1146)
7. Клемпау (601)
8. Круммессе (1566)
9. Ниэндорф-Беркентин (187)
10. Рондесхаген (864)
11. Зирксраде (308)

#### УправлениеБрайтенфельде
1. Альт-Мёльн (864)
2. Белау (239)
3. Борсторф (307)
4. Брайтенфельде (1812)
5. Грамбек (393)
6. Хорнбек (176)
7. Лемраде (463)
8. Ниэндорф (628)
9. Шретстакен (518)
10. Талькау (527)
11. Трам (335)
12. Вольтерсдорф (280)

#### УправлениеБюхен
1. Безенталь (75)
2. Брётен (274)
3. Бюхен (5515)
4. Фитцен (361)
5. Гёттин (55)
6. Гудов (1652)
7. Гюстер (1190)
8. Клайн-Пампау (647)
9. Лангенлестен (157)
10. Мюссен (942)
11. Розебург (509)
12. Шулендорф (452)
13. Зибенайхен (259)
14. Витцеце (917)

#### Управление Хоэ-Эльбгест
1. Бёрнзен (3822)
2. Дассендорф (3105)
3. Эшебург (3036)
4. Хамварде (751)
5. Хоэнхорн (443)
6. Крёппельсхаген-Фарендорф (1082)
7. Вирсхоп (173)
8. Ворт (171)

#### Управление Лауэнбургише-Зеен
1. Альбсфельде (59)
2. Бек (793)
3. Брунсмарк (153)
4. Бухгольц (245)
5. Айнхаус (393)
6. Фредебург (39)
7. Гизенсдорф (93)
8. Грос-Диснак (91)
9. Грос-Грёнау (3 476)
10. Грос-Зарау (877)
11. Хармсдорф (229)
12. Холленбек (450)
13. Хорст (256)
14. Китлиц (259)
15. Клайн-Цехер (248)
16. Кульпин (248)
17. Мехов (92)
18. Мустин (715)
19. Погец (394)
20. Рёмниц (61)
21. Залем (560)
22. Шмилау (601)
23. Зеедорф (529)
24. Штерлей (971)
25. Цитен (972)

#### УправлениеЛютау
1. Базедов (678)
2. Бухгорст (163)
3. Далльдорф (353)
4. Юлиусбург (184)
5. Крюцен (337)
6. Круков (196)
7. Ланце (407)
8. Лютау (677)
9. Шнакенбек (846)
10. Вангелау (220)

#### УправлениеНуссе
1. Дуфензее (539)
2. Коберг (733)
3. Кюзен (378)
4. Ланкау (491)
5. Нуссе (1027)
6. Пантен (725)
7. Поггензее (337)
8. Ритцерау (287)
9. Вальксфельде (188)

#### УправлениеЗандеснебен
1. Гринау (315)
2. Грос-Боден (211)
3. Грос-Шенкенберг (537)
4. Клинкраде (539)
5. Лабенц (823)
6. Линау (1150)
7. Люхов (217)
8. Зандеснебен (1616)
9. Шипхорст (571)
10. Шёнберг (1291)
11. Шюрензёлен (166)
12. Зибенбоймен (657)
13. Зирксфельде (308)
14. Штайнхорст (554)
15. Штуббен (424)
16. Венторф (728)

#### Управление Шварценбек-Ланд
1. Бастхорст (384)
2. Брунсторф (609)
3. Дамкер (150)
4. Эльменхорст (912)
5. Фуленхаген (292)
6. Грабау (288)
7. Грос-Пампау (125)
8. Грофе (231)
9. Гюльцов (1302)
10. Хамфельде (453)
11. Хафекост (147)
12. Канкелау (212)
13. Кассебург (534)
14. Кётель (283)
15. Коллов (658)
16. Куддевёрде (1329)
17. Мёнзен (524)
18. Мюленраде (189)
19. Замс (368)